# Delta Bootis
Désignations
Delta Bootis (δ Boo / δ Bootis) est une étoile binaire de la constellation du Bouvier. Elle est à environ 122 années-lumière de la Terre.
La composante primaire, δ Bootis A, est une géante jaune de type G avec une magnitude apparente de +3,46. Sa compagne, δ Bootis B, est une naine jaune de la séquence principale de type G avec une magnitude apparente de +8,7. Distantes d'environ 3800 UA, elles parcourent leur orbite en 120 000 ans environ.

## Composantes
| Nom        | Ascension droite | Déclinaison     | Magnitude apparente (V) | Type spectral | Lien   |
| ---------- | ---------------- | --------------- | ----------------------- | ------------- | ------ |
| BD+33 2562 | 15h 15m 38.3493s | +33° 19' 15.323 | 7.81                    | G0Vv          | Simbad |